# Торговий прапор
Торговий прапор — це прапор (морський прапор), який використовується цивільними суднами для позначення їхньої національної приналежності. Він може співпадати або бути відмінним від державного прапора і військово-морського прапора (чи військового прапора).
Більшість країн мають лише один державний прапор і прапор для всіх цілей (наприклад Україна). В інших країнах розрізняють сухопутний прапор і торгові, державні та військово-морські прапори. Британські прапори, наприклад, відрізняються від прапора, який використовується на суші (Прапор Союзу), і мають різні версії простих і обтяжених червоних і синіх прапорів для торгового та державного використання, а також військово-морський прапор (Білий прапор), який також може використовуватися яхтами Королівської ескадри яхт.

## Країни, що мають спеціальні торгові прапори
Торгові прапори, які відрізняються від загального національного прапора, можна згрупувати в кілька категорій.

### Торгові прапори з державним прапором у кантоні
Кілька країн використовують червоні прапори з, у більшості випадків, або відповідним національним прапором, або прапором Великої Британії в кантоні за зразком червоного прапора. На британських заморських територіях вивішують з простим червоним прапором або червоним прапором із відповідним колоніальним гербом. Саудівська Аравія розміщує свій національний прапор у кантоні зеленого прапора (прапор Саудівської Аравії піднімається з флагштоком праворуч, тому кантон знаходиться у верхньому правому куті прапора). Гана припинила використовувати свій червоний прапор у 2003 році після прийняття нового закону про торгове судноплавство, який зробив прапор Гани належним національним кольором для кораблів Гани. Подібним чином Шрі-Ланка припинила використовувати свій червоний прапор у 1969 році та використовує прапор Шрі-Ланки як цивільний прапор. Відповідно до закону про судноплавство для Соломонових Островів, Закону про судноплавство 1998 року (№ 5 від 1998 року), відповідним прапором є національний прапор Соломонових Островів, а не червоний прапор: «Національним прапором Соломонових Островів є національні кольори судна, зареєстрованого відповідно до цього Закону».

#### Суверенні держави
|           |
| Австралія |

|           |
| Бангладеш |

|                   |
| Багамські острови |

|       |
| Фіджі |

|      |
| Гана |

|       |
| Індія |

|        |
| Ямайка |

|          |
| Малайзія |

|          |
| Маврикій |

|               |
| Нова Зеландія |

|         |
| Нігерія |

|          |
| Пакистан |

|                   |
| Саудівська Аравія |

|                                |
| Соломонові острови (1978—1998) |

|           |
| Шрі-Ланка |

|                            |
| Об'єднані Арабські Емірати |

|                 |
| Велика Британія |

#### Британські заморські території та коронні території
|                                                     |
| Звичайний Червоний торговий прапор Великої Британії |

|                    |
| Бермудські Острови |

|                               |
| Британські Віргінські Острови |

|                   |
| Кайманові острови |

|                      |
| Фолклендські острови |

|           |
| Гібралтар |

|        |
| Гернсі |

|            |
| Острів Мен |

|        |
| Джерсі |

|                        |
| Острови Теркс і Кайкос |

### Торгові прапори, які значно відрізняються від національного прапора
Деякі країни мають торгові прапори, які сильно відрізняються від національного прапора.
 

Національний прапор Албанії
Торговий прапор Албанії

Національний прапор Ізраїлю
Торговий прапор Ізраїлю

Національний прапор Люксембургу
Торговий прапор Люксембургу

Національний прапор Мальти
Торговий прапор Мальти

Національний прапор Сінгапуру
Торговий прапор Сінгапуру

### Торгові прапори, що складаються з державного прапора з додатковою емблемою
Відомими прикладами є італійський торговий прапор із зображенням щита з гербами морських республік і польський торговий прапор з гербом Польщі. Більшість цих емблем було додано, щоб відрізнити прапор від подібних прапорів інших країн (наприклад, Колумбії чи Еквадору) або від інших сигнальних прапорів (наприклад, Мальта/сигнальний прапор H).
 

Національний прапор Колумбії
Торговий прапор Колумбії

Національний прапор Сальвадору
Торговий прапор Сальвадору

Національний прапор Італії
Торговий прапор Італії

Національний прапор Марокко
Торговий прапор Марокко

Національний прапор Польщі
Торговий прапор Польщі

Національний прапор Республіки Китай (Тайвань)
Торговий прапор Республіки Китай (Тайвань)

Національний прапор США
Яхтовий прапор (лише у водах США)

Національний прапор Фінляндії
Яхтовий прапор Фінляндії

Національний прапор Іспанії
Яхтовий прапор Іспанії

### Торгові прапори— спрощені державні прапори з вилученим гербом
У кількох країнах (наприклад, в Іспанії та більшій частині Іспанської Америки та деяких європейських країнах) існують дві основні версії прапора: простіша (зазвичай смугастий прапор) і складніша з національним гербом. Простіший використовується як торговий прапор (і в більшості випадків також як цивільний прапор), тоді як версія з гербом використовується в основному урядом і військовими. У Сальвадорі цивільний прапор також відрізняється від національного прапора пропорціями.
 

Національний прапор Аргентини
Торговий прапор Аргентини

Національний прапор Австрії
Торговий прапор Австрії

Національний прапор Болівії
Торговий прапор Болівії

Національний прапор Коста Рики
Торговий прапор Коста Рики

Національний прапор Домініканської Республіки
Торговий прапор Домініканської Республіки

Національний прапор Еквадору
Торговий прапор Еквадору

Національний прапор Сальвадору
Торговий прапор Сальвадору

Національний прапор Фінляндії
Торговий прапор Фінляндії

Національний прапор Німеччини
Торговий прапор Німеччини

Національний прапор Гватемали
Торговий прапор Гватемали

Національний прапор Гаїті
Торговий прапор Гаїті

Національний прапор Угорщини
Торговий прапор Угорщини

Національний прапор Перу
Торговий прапор Перу

Національний прапор Сербії
Торговий прапор Сербії

Національний прапор Іспанії
Торговий прапор Іспанії

Національний прапор Венесуели
Торговий прапор Венесуели

### Торгові прапори, що відрізняються від державного прапора пропорціями
Деякі колишні британські колонії використовують пропорцію 1:2 для своїх прапорів і 3:5 для прапорів на березі, тоді як у Хорватії, Словенії та Угорщині це навпаки, з прапорами 2:3 і прапорами на березі 1:2. Франція — особливий випадок: загальна пропорція однакова, але смуги на прапорі трохи відрізняються по ширині.
 

Національний прапор Бельгії
Торговий прапор Бельгії

Національний прапор Хорватії
Торговий прапор Хорватії

Національний прапор Гренади
Торговий прапор Гренади

Національний прапор Угорщини
Торговий прапор Угорщини

Національний прапор Словенії
Торговий прапор Словенії

Національний прапор Швейцарії
Торговий прапор Швейцарії

Національний прапор Тринідаду і Тобаго
Торговий прапор Тринідаду і Тобаго

### Колишні торгові прапори, які більше не використовуються або застаріли

Національний прапор Бірми (1974–2010)
Торговий прапор Бірми (1974–2010)

Національний прапор Німеччини ((1896–1918)
Торговий прапор Німеччини (1896–1918)

Національний прапор Гаїті (1964–1986)
Торговий прапор Гаїті (1964–1986)

Національний прапор Угорщини (1921–1946)
Торговий прапор Угорщини (1921–1946)

Національний прапор Угорщини (1950–1957)
Торговий прапор Угорщини (1950–1957)

Національний прапор Італії (1861–1946)
Торговий прапор Італії (1861–1946)

Національний прапор Пруссії (1823–1863)
Торговий прапор Пруссії (1823–1863)
Торговий прапор Пруссії (1863–1892)
Торговий прапор Пруссії (1892–1918)

Національний прапор Іспанії (1785–1927)
Торговий прапор Іспанії (1785–1927)

Національний прапор Іспанії (1931–1939)
Торговий прапор Іспанії (1931–1939)

Національний прапор Венесуели (1930–2006)
Торговий прапор Венесуели (1930–2006)

Національний прапор Албанії (1945–1992)
Торговий прапор Албанії (1945–1992)

Прапор Австро-Угорщини (1869–1918)
Торговий прапор Австро-Угорщини (1869–1918)

Національний прапор Бірми (1952–1974)
Торговий прапор Бірми (1952–1974)

- Національний прапор Бірми
(1974–2010)
- Торговий прапор Бірми
(1974–2010)

- Національний прапор Німеччини
((1896–1918)
- Торговий прапор Німеччини
(1896–1918)

Національний прапор Німеччини (1919–1933)
Торговий прапор Німеччини (1919–1933)

Національний прапор Німеччини (1935–1945)
Торговий прапор Німеччини (1935–1945)

Національний прапор Східної Німеччини (1959–1973)
Торговий прапор Східної Німеччини (1959–1973)

Національний прапор Греції (1822–1828)
Торговий прапор Греції (1822–1828)

- Національний прапор Гаїті
(1964–1986)
- Торговий прапор Гаїті
(1964–1986)

- Національний прапор Угорщини
(1921–1946)
- Торговий прапор Угорщини
(1921–1946)

- Національний прапор Угорщини
(1950–1957)
- Торговий прапор Угорщини
(1950–1957)

- Національний прапор Італії
(1861–1946)
- Торговий прапор Італії
(1861–1946)

- Національний прапор Пруссії
(1823–1863)
- Торговий прапор Пруссії
(1823–1863)
- Торговий прапор Пруссії
(1863–1892)
- Торговий прапор Пруссії
(1892–1918)

- Національний прапор Іспанії
(1785–1927)
- Торговий прапор Іспанії
(1785–1927)

- Національний прапор Іспанії
(1931–1939)
- Торговий прапор Іспанії
(1931–1939)

- Національний прапор Венесуели
(1930–2006)
- Торговий прапор Венесуели
(1930–2006)

Національний прапор Югославії (1950–1992)
Торговий прапор Югославії (1950–1992)

## Зауваження
1. ↑  Прапор Австралії також використовується для невеликих кораблів.
2. ↑  Прапор Австралії також використовується для невеликих кораблів.
3. ↑  Прапор Об'єднаних Арабських Еміратів також є торговельним прапором.
4. ↑  Прапор Об'єднаних Арабських Еміратів також є торговельним прапором.
5. ↑  Звичайний Червоний торговий прапор Великої Британії використовується в Ангільї, Британській Території в Індійському Океані, Монтсерраті, Піткерну і острові Святої Єлени.
6. ↑  Звичайний Червоний торговий прапор Великої Британії використовується в Ангільї, Британській Території в Індійському Океані, Монтсерраті, Піткерну і острові Святої Єлени.
7. ↑  Червоний прапор, також національний прапор, є відповідним торговим прапором для суден, зареєстрованих у Бермудській частині Британського реєстру відповідно до Закону про торгове судноплавство Бермудських островів 2002 року.
8. ↑  Червоний прапор, також національний прапор, є відповідним торговим прапором для суден, зареєстрованих у Бермудській частині Британського реєстру відповідно до Закону про торгове судноплавство Бермудських островів 2002 року.
9. ↑  Ліквідований у 1966 році. Сучасний торговий прапор — національний прапор Республіки Китай.
10. ↑  Обведений у кружечок X замінено на емблему клубу.
11. ↑  The квадратний прапор використовується на більшості річок і озер.